# Caladenia toxochila
Caladenia toxochila là một loài thực vật có hoa trong họ Lan. Loài này được Tate mô tả khoa học đầu tiên năm 1889.